# サミットクラブ
サミットクラブは、フリーで活動する小学校時代の幼馴染であるムラコと静恵一で構成されている日本のお笑いコンビ。1999年結成。かつてはワタナベエンターテインメント・ジェイピィールームに所属していた。

## メンバー
2人とも大阪府南河内郡美原町（現・堺市美原区）出身
- ムラコ（むらこ、本名：村林 良介、1982年7月28日（42歳） - ）

身長178cm、体重82kg。AB型。既婚者、2児の父（2020年3月現在、3才の長女と2才の長男)
特技はイラスト。ペンを使ってメルヘンチックなキャラクターを描く。代表作は、歌手・堀内孝雄の「笑うは薬」PV・アニメーションバージョンのキャラクターデザイン、「ハコネコ」シリーズなど。アプリのデザインも行う。ダーツの腕前も達者。
趣味は競馬。ジョッキーなど交友関係も広い。
スポーツは野球と乗馬をしている。特に野球では"芸人リーグ"でピッチャーをしている。
- 現在の肩書き

芸人、イラストレーター、デザイナー、絵本作家、脚本家、構成作家、ＭＣ
- 個人活動
  - 絵本『ハコネコ』（シリーズ全3作）作家
  - 堀内孝雄『笑うが薬』ＭＶキャラクターデザイン
  - ムラコノ個展
  - ＬＩＮＥスタンプ「ウマッキー」プロデュース

- 静 恵一（しずか　けいいち、1982年10月23日（42歳） - ）

身長176cm、体重65kg。A型。既婚者、妻はタレントの千鶴
※詳細は「静恵一」を参照

## 芸風・笑いの原点
- 若い頃は『絶望エンターテイメントLIVE』のコント調と呼ばれる。現在は2人とも既婚者になり『ハッピーエンターテイメントLIVE』に調子が変化する。
- ムラコの笑いの師匠は、静の兄。静の兄はbarのオーナーをしていて色々な音楽を教えてくれた。ムラコがネタを考える発想は全部音楽から来ている[4]。
- 静は小学校4年のとき心斎橋筋2丁目劇場で千原兄弟やジャリズムが人気で、初恋の子を振り向かせたい思いでお笑いをはじめる[4]。
- 放送作家の疋田哲夫、博多ヒト志から声をかけてもらった『敵は多いほうがいい』『ウケたいのか？売れたいのか？どっちかハッキリしたほうがいい』『ボケはちょっとだけズラすセンスが必要。“沖縄”って聞かれたら“那覇”みたいにちょっとずらせるか？“沖縄”と聞かれて“暑い”とか“シーサー”とか答えるやつは売れない』『本筋にあわなければウケるボケでも外さないとダメ。単発に走っては本当の笑いがわからない』が今でもお笑いの原点となる[4]。

## 略歴

### 幼少時代
- 美原町立平尾小学校（現在の堺市立平尾小学校）4年生のときムラコと静を含む友達4人で駄菓子屋によくたまっていた。その駄菓子屋の店主に『毎日来てサミットして！』と言われたのをキッカケに、『サミットクラブ』が出来た[5]。
- 美原町立美原中学校（現在の堺市立美原中学校）に進学して、ムラコは大阪府立松原高等学校に、静は大阪府立東住吉高等学校と別々の学校に進学[5]。

### 漫才との出会い
- ムラコが通っていた高校の授業に "上方漫才研究"というのがあり、2年の時に、静を誘い『第20回今宮子供えびすマンザイ新人コンクール』に応募。コンクールの参加資格はプロアマ不問で過去に受賞経験のないコンビもしくはグループで。過去にはダウンタウン、ナインティナイン、宮川大助・花子、大木こだま・ひびき、ミルクボーイなど賞を獲るお笑いの登竜門。そこで「香川登枝緒賞」を受賞[5]。
- 新人コンクールの審査員をしていた１人が放送作家・疋田哲夫で、たまたま決勝で見せた美原町（現・堺市美原区）をひたすらディするネタを疋田が気に入ってくれた。あとあと疋田が美原町に住んでいたことは後で知る[5]。

### 上京～ワタナベエンターテインメント所属時代
- 高校3年になって疋田の紹介もあり、大手事務所複数から声がかかり、2001年にワタナベエンターテインメントに所属する。同期には波田陽区、クールポコなど[4]。
- 2人とも東京に上京。ムラコは芸の道一本に絞る。静は桜美林大学文学部総合文化学科に入学して演劇を専攻する[4]。
- ムラコに声をかけ、静はコントユニット『High×position（通称・ハイポジ）』を結成。事務所にはネタ見せの毎日が続くなか鳴かず飛ばずで仕事がないなか、『ハイポジ』の公演は1,000人越えをする人気になる[4]。
- 4年間でワタナベエンターテインメントを退所。2005年11月、23才のときにアップフロントグループの関連会社「ケーアッププロモーション」に移籍する[4]。

### アイドル事務所への移籍
- 移籍してから『Berryz工房』『℃-ute』といった同じ関連会社のアイドルと仕事をする機会が増える。バラエティー番組やイベントＭＣの仕事が増加[4]。
- 2009年、日テレジェニックのお仕事を機に安定した給与が確保できるようになる。他事務所の社長から声をかけられることが多くなり、イベント司会を頼まれたり、アイドルを使った芝居の作・演出を頼まれたり、多岐にわたって仕事量が増えた[4]。
- 2011年から脚本家・演出家の仕事が増えていき、サミットクラブは色々な才能を開花。2013年6月に所属事務所がお笑い事業から撤退することを期に、フリーランスの道を選択[4]。

### 無所属の選択
- ムラコは、得意な競馬の知識を活かして競馬場イベントのＭＣや競馬セミナーの講師、『ウマバラ』金曜・土曜のレギュラーに出演。タレント活動のほか、イラスト、デザイン、絵本作家、脚本家、構成作家、ＭＣ、アパレル業をマルチにこなす[4]。
- 静は、土曜のラジオレギュラーのほか、2020年内に未発表の書き下ろし舞台脚本が4本控える。作家、演出家、脚本家、放送作家、ＭＣなどこなす[4]。

## 主なコントネタ
１　赤い糸
【あらすじ】夏休みの登校日、学校に行ったら同級生の手に赤い糸が・・・先生の手にも赤い糸が・・・どうやら『誰と誰が結ばれている』ということが見えてしまう不思議な力を持ったらしい。性格の悪いビッチな友人が味方のフリをして近づき・・・思わぬ展開に。
２　玉転師匠
【あらすじ】60才を超え、真打に昇進した落語家。苦労人で落ちこぼれ師匠は惚れやすい体質で、興奮すると下ネタを言ってしまう悪い癖が。今日も失恋し、哀愁漂う「なぞかけ」を叫ぶ。
３　思い出モンスター
【あらすじ】親を亡くした10才の少年は、昔の嫌な思い出を全部消したい。森に思い出を食べてくれるモンスターが住んでいるという噂を聞いて行ってみると、そこには見知らぬ浮浪者が・・・。浮浪者は苦い思い出は美味しくないと言い、少年に新しい思い出作りの提案をする。
４　キス部
【あらすじ】中学校に「キス部」という部活が存在する。キスの達人世界一を決める大会を目前に合宿をする女子中学生。キスの経験のない後輩に先輩は様々なキス技を伝授する青春ストーリー。
５　なに部やねん！
【あらすじ】新しい学校に赴任してきた教師。何の部活か聞かず部室に入るが何の部活か分からず、「なに部やねん！」と突っ込みまくる。生徒たちはヒントを小出しにしながらボケまくる。
６　鬼ごっこ
【あらすじ】バスを待っているサラリーマン。不審者な男に「つかまえた！」と肩を叩かれる。男は小学校の同級生だった。「20年探したぞ」と話し出す男・・・捕まえたら100万円という賞金が自分にかけられていて・・・
７　ムラえもん、しず太と最後の日
【あらすじ】今日は、ムラえもんが未来に帰らなければいけない日。なのに、しず太と家族は出かけて不在。イライラしながら待つムラえもん。帰宅したしず太は浮かれ気分。ムラえもんが未来に帰る日だということを忘れていた？ムラえもんのこれまでの不満が爆発する。
８　恋の矢
【あらすじ】ある朝、道で困っている天使を助けた女子高生。そのお礼にと１本の矢をもらう。これで好きな人を射抜けば恋が叶うと言う。早速片思いをする同級生に使い二人は交際をはじめ、やがて結婚するのだが・・・
９　新田さん
【あらすじ】男性アイドル「砂嵐」のメンバー・シズカの追っかけをする通称新田さん。青ヒゲのおじさんヲタである新田さんがシズカを好きになった本当の理由とは？
１０　チキンボーイ
【あらすじ】鶏の格好をしたチキンボーイが鳥インフルエンザで殺処分された父鶏の墓参りをしていると、養鶏所の職員がやって来る。あの時何故、父鶏は殺されなければいけなかったのか？職員は反省の弁を述べるのだが・・・
１１　ミライ
【あらすじ】ある日、少年が帰宅すると部屋の様子がおかしい。買ってもらったばかりの勉強机も、随分古くなっている。そこに現れたのは、自分そっくりのサラリーマン。それは未来の自分だった・・・果たして少年の夢は大人になって叶っているのか？
１２　ストーカー
【あらすじ】サミットクラブ２人でネタ合わせしているところ、ムラコに彼女が出来たと報告を受ける、一方静の彼女はストーカー被害に悩んでいる。だんだんと話を聞いていくうちに、ムラコがストーカーなのではないかと疑問が湧いてくる・・・
１３　サイコパス
【あらすじ】取り調べをする刑事。容疑者は異常犯罪者のサイコパスで犯罪心理テストを行うが・・・予想を反して模範解答を連発する容疑者。何度も「俺はサイコパスだ」と言うのだが・・・
１４　道を聞いたら
【あらすじ】駅前で道に迷った青年。通りすがりの人に道を尋ねるのだが、この人の説明が下手すぎる。最後には服を脱いで、道に見立てて説明してくれるのだが・・・
１５　大村の修学旅行
【あらすじ】忘れ物が多い中学生の大村君。修学旅行当日に色々なものを忘れる。しかし頑として忘れたことを認めない・・・最悪爆笑な修学旅行の夜
１６　文字で死ぬ
【あらすじ】ＴｗｉｔｔｅｒなどのＳＮＳで悩む主人公。悩み過ぎて文字が形となって巨大化して、流れ弾になって当たって死ぬ。
１７　宇佐井健
【あらすじ】「まじっすか」が口癖のチャラそうに見える青年、宇佐井健。師匠の代わりにファッションショーでのスタイリストを任せられるも、その“ま”の悪い相槌に空気を悪くする。更にはモデルより目立ってしまい・・・。
１８　ブルマ
【あらすじ】ある日、放課後の教室でブルマを盗む同級生を目撃してしまう。問いただしているところを、ブルマの持ち主に見られてしまい大変なことに・・・よくわからない熱い正義感で、同級生をかばうのだが・・・なんだか変な方向に
１９　修学旅行の花ちゃん
【あらすじ】修学旅行先で泊まった旅館に親娘の幽霊が。その名も花ちゃん。お母さんは後追い自殺して死んだという。楽しい旅行が一転、悲劇に変わると思ったが・・・とんでもない感動が待っていた。
２０　ストップボーイ
【あらすじ】大きな大会を目前に、お笑いコンビ２人はネタ練習にいそしむが、突然相方の体が固まってしまい、全く動かなくなってしまった。その珍しさから、相方は大人気となり売れっ子芸能人に。しかしその人気も長く続かず・・・離れたコンビの心はまた一つになるのだろうか？
２１　赤い糸と恋の矢
【あらすじ】恋人が出来た自分の指に赤い糸がついていて、最近モテモテの相方は体中に矢が刺さっていて、見えるのは自分だけ？相方は候補者の中から一人に絞ると言うのだが
２２　三日後にサヨウナラ。
【あらすじ】ある日、死んだはずの友人が目の前に現れ「お前の彼女が三日後に死ぬ」と伝える。彼女を助ける方法は一つ・・・代わりに死ぬこと。彼はどうするのか・・・

## 書籍
- ハコネコのねがい（絵・文ムラコ、電子書籍）
- ハコネコのともだち（絵・文ムラコ、電子書籍）
- ハコネコのやさしいなみだ（絵・文ムラコ、電子書籍）